# Carl Lagerbring
Carl Lagerbring, född 2 maj 1751 i Lund, död 14 mars 1822 i Sankt Nikolai församling i Stockholm, var en svensk greve, ämbetsman, serafimerriddare och en av rikets herrar.

## Biografi
Lagerbring var son till den lundensiske historikern Sven Lagerbring och dennes hustru Maria Beata Lagercreutz. 1771 fick han en plats på Riksarkivet med förord av fadern, som ville ha hjälp med historiska efterforskningar. 1778 anställdes han som protokollssekreterare vid krigsexpeditionens kungliga kansli och följde Gustav III under hans utländska resor men också i Finland under de första krigsåren. 1790 hemskickades dock Lagerbring och blev sekreterare i den i kungens frånvaro förordnade regeringen. På sin dödsbädd hade Gustav III utnämnt Lagerbring till sekreterare i förmyndarregeringen, men i likhet med andra gustavianer avlägsnades han från händelsernas centrum och utsågs i stället i augusti 1792 till landshövding i Södermanlands län. Redan 1794 avgick han dock från sin post. Vid Gustav IV Adolfs makttillträde 1796 utsågs Lagerbring till överpostdirektör och 1797 till statssekreterare för krigsärenden. Efter revolutionen 1809 återgick Lagerbring till sin plats vid Postverket. 1812 blev han lantmarskalk vid riksdagen i Örebro 1812, samma år statsråd och serafimerriddare, 1813 utnämndes han till friherre och en av rikets herrar och 1818 upphöjdes han i grevlig värdighet.

## Utmärkelser[3]
- Riddare av Nordstjärneorden - 24 november 1794
- Kommendör av Nordstjärneorden - 16 november 1799
- Riddare och kommendör av Kungl. Maj:ts orden - 23 november 1812
- Friherre - 28 januari 1813
- En av rikets herrar - 20 februari 1814
- Greve - 11 maj 1818 (vid Karl XIV Johan:s kröning)

## Bilder

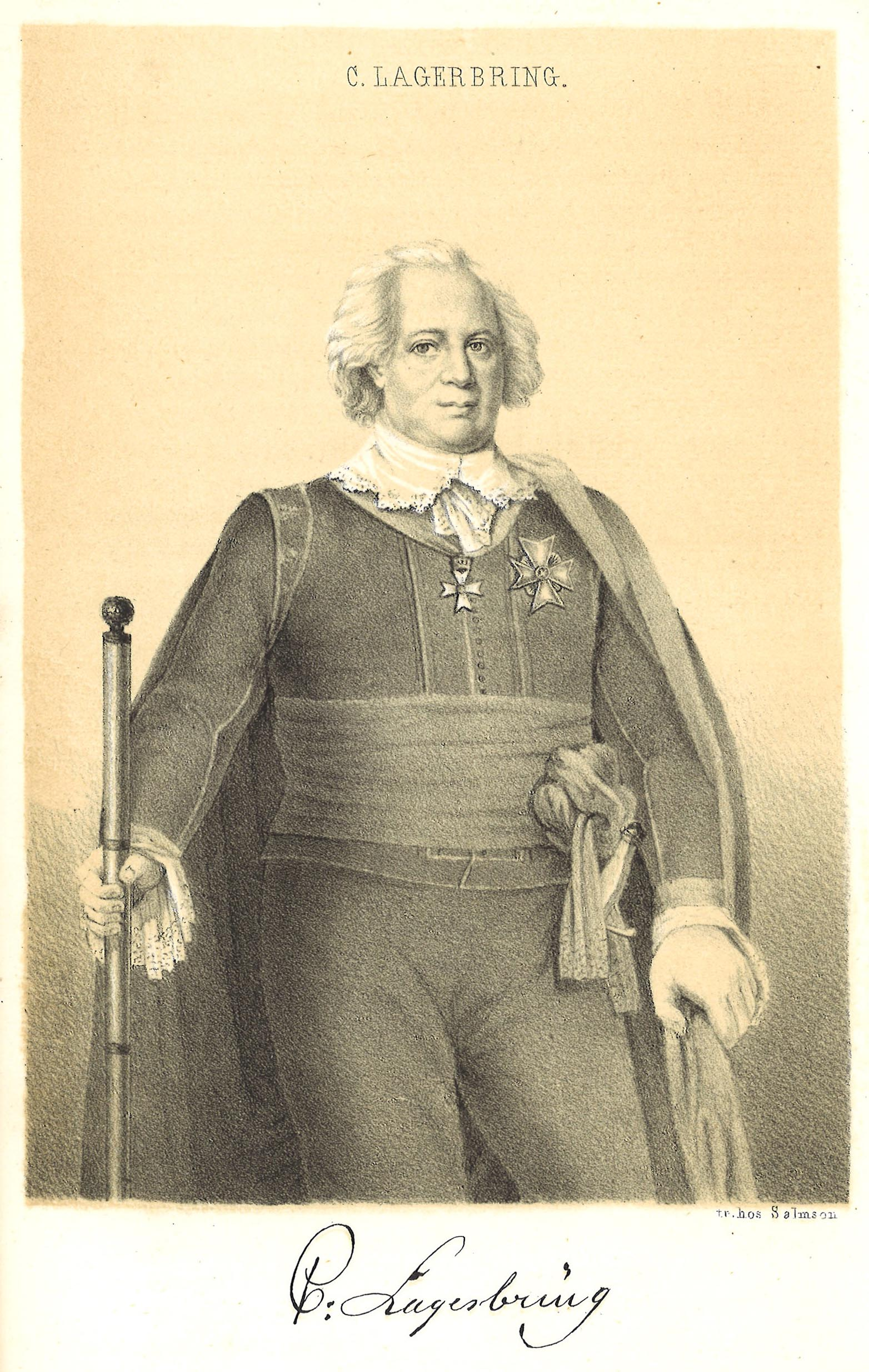
Carl Lagerbring som lantmarskalk.